# HAL Rudra
Le HAL Rudra, également connu sous le nom d'ALH-WSI, est une version militarisée du HAL Dhruv. Il est équipé du forward looking infrared (FLIR), d'une interface d'imagerie thermique, d'un canon tourelle de 20 mm, de roquettes de 70 mm, de missiles antichar guidés et de missiles air-air.

## Développement
Lors des essais en vol du Light Combat Helicopter, une version modifiée du HAL Dhruv, l'armée indienne arrive à la conclusion que sans apporter de modifications structurelles majeures au Dhruv, une variante armée peut également être développée et livrée rapidement à l'armée. Cette variante est nommée « Rudra ».
Le Rudra subi un essai d'intégration pour les systèmes d'armement et électro-optiques et une dernière série d'essais de tir d'armes en septembre 2011, qui comprend des tests du canon de 20 mm. Les roquettes et les missiles air-air MBDA Mistral sont testés en novembre 2011. Il possède des capteurs intégrés, des armes, une suite de guerre électronique et utilise une version améliorée du cockpit en verre utilisé dans le HAL Dhruv Mark III. Les capteurs comprennent des caméras jour et nuit stabilisées, une imagerie infrarouge ainsi qu'une télémétrie et une désignation laser. Il a une Suite Intégrée des Aides Défensives (IDAS) de Saab, avec une autoprotection de guerre électronique qui est entièrement intégrée dans le cockpit en verre. Les systèmes d'autodéfense embarqués comprennent des détecteurs de radar et de missiles, un brouilleur infrarouge, des distributeurs de paillettes et de flares. L'hélicoptère peut être utilisé dans des rôles armés et non armés qui comprennent la reconnaissance, le transport de troupes, la lutte antichar et le soutien rapproché.

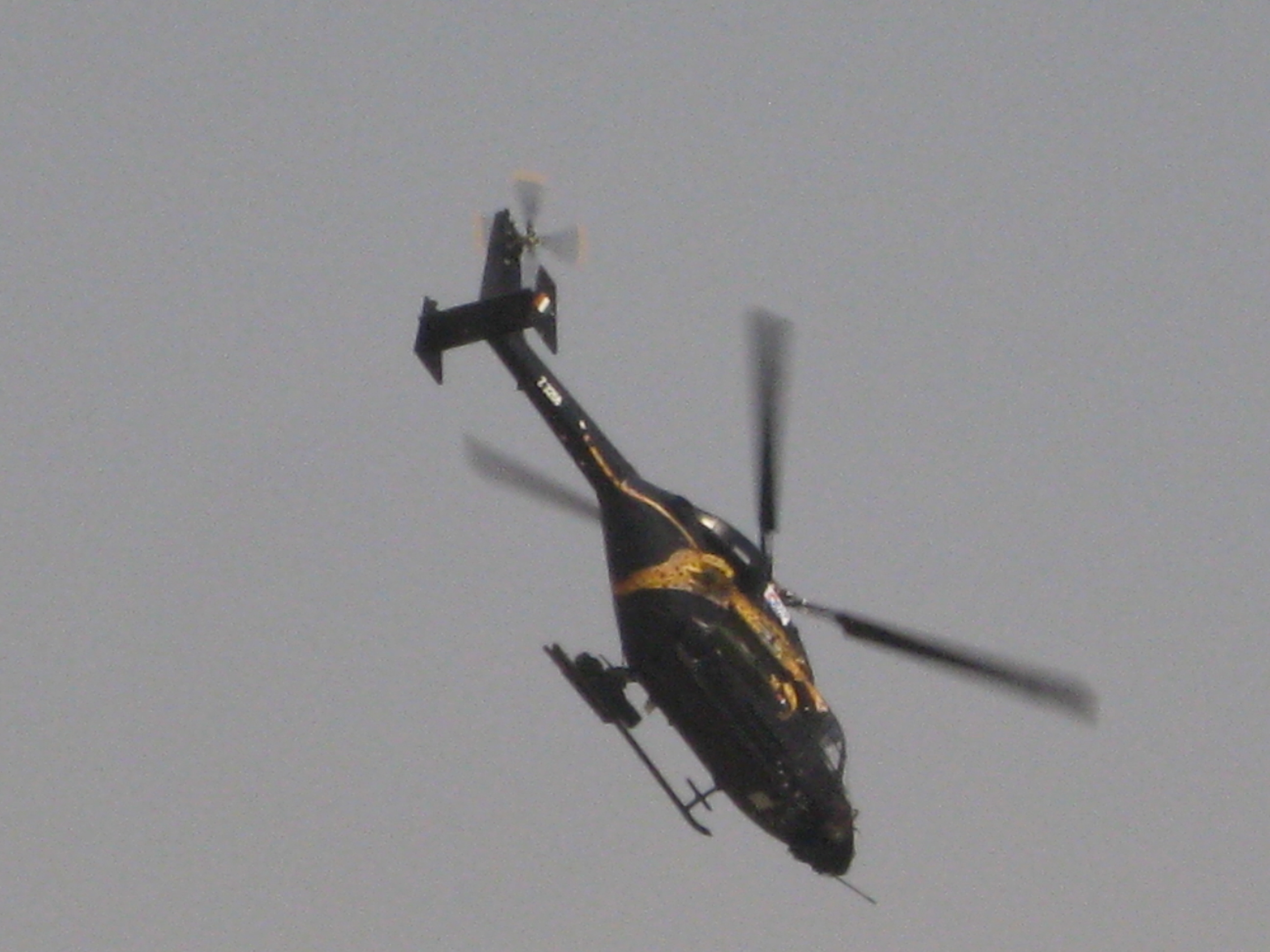
Le prototype Dhruv-WSI en vol lors de l'Aero India 2009.

En septembre 2012, les essais au sol du premier Rudra de production sont achevés. Il comprenait un canon à tourelle, des roquettes, des missiles air-air et pouvait transporter des missiles air-sol comme le Nag (en) anti-char lancé par hélicoptère. HAL reçoit une commande combinée de 76 Rudra pour l'armée indienne, le principal client et l'armée de l'air indienne.
La marine indienne effectue des essais en vol en 2012-2013 et trouve l'hélicoptère adapté aux opérations de surveillance côtière. Elle est impressionnée par la capacité des capteurs du Rudra à suivre les navires à une distance de 12 et 14 km. La qualité d'image des capteurs a été décrite comme suffisamment bonne pour pouvoir lire le nom des navires à ces distances, et la marine voulait commander au moins 20 hélicoptères.

## Histoire en service
L'approbation opérationnelle initiale (IOC) est attendue fin 2012 et les livraisons d'hélicoptères de production commencent en 2013. Le 4 février 2013 lors d'Aero India, le HAL Rudra Mark IV obtient l'IOC et deux hélicoptères sont remis à l'armée.

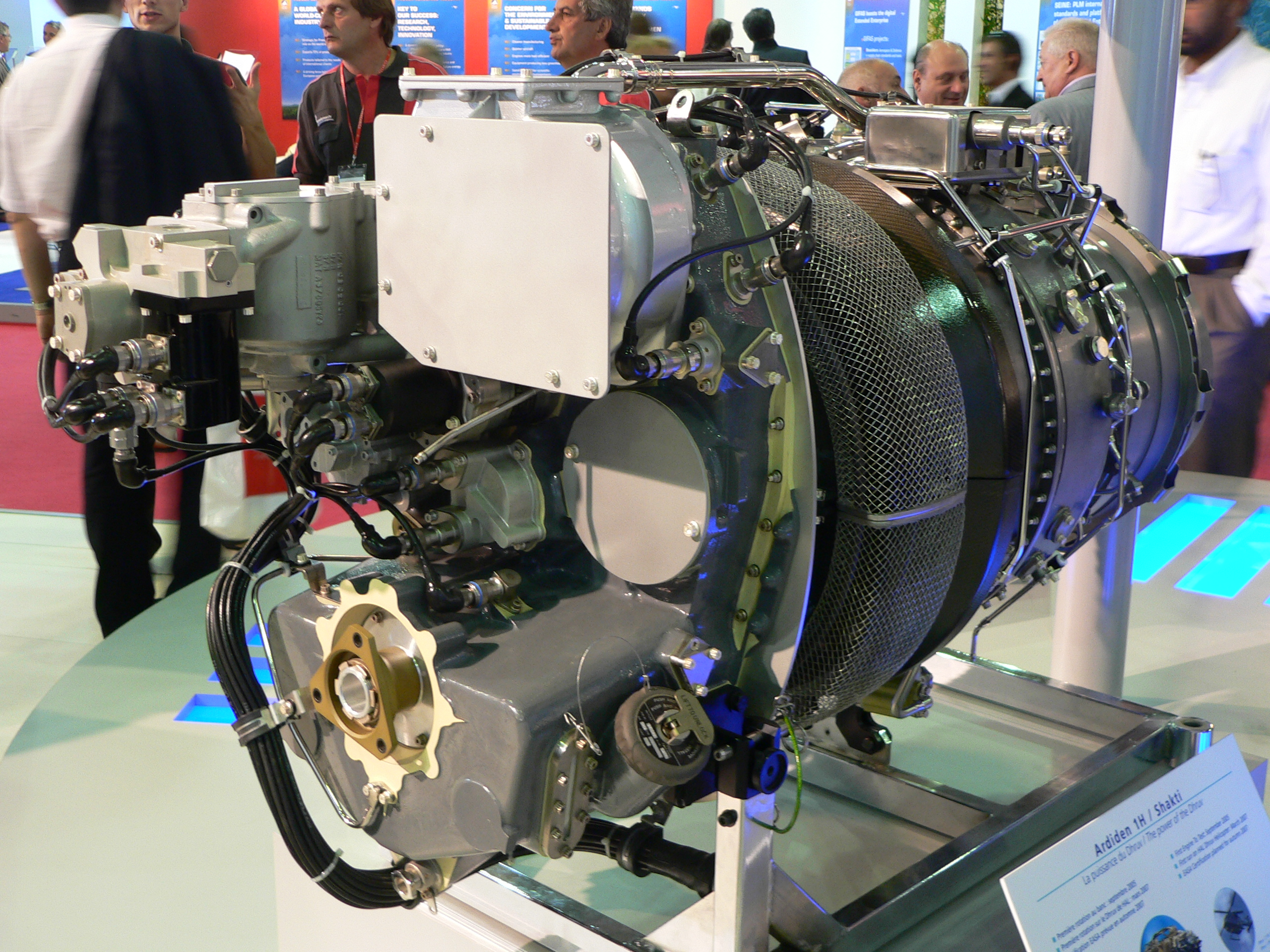
Moteur HAL/Turbomeca Shakti.

## Variantes
Le Rudra a deux versions principales :
- Mark III : Cette version dispose de technologies de guerre électronique : contre-mesures, capteurs et systèmes de ciblage installés, mais n'a pas d'armes[7].
- Mark IV : Cette version inclut un canon Nexter de 20 mm, des roquettes de 70 mm et des missiles air-air et air-sol MBDA, de même que le missile antichar HeliNa, version lancée par hélicoptère du Nag.

## Opérateurs
Inde
- Force aérienne indienne - 8 hélicoptères livrés avec 8 autres en commande[8],[9].
- Army Aviation Corps - 50 hélicoptères en service en octobre 2019 et 10 autres en commande, à livrer d'ici 2020[note 1],[10].